# Rio Pardo de Minas
Rio Pardo de Minas là một đô thị thuộc bang Minas Gerais, Brasil. Đô thị này có diện tích 3118,672 km², dân số năm 2007 là 28633 người, mật độ 9,1 người/km².